# Инта
Инта (рус. Инта) град је у Русији у Комији. Према попису становништва из 2010. у граду је живело 32080 становника.

## Становништво
| 1959.  | 1970.  | 1979.  | 1989.  | 2002.  | 2010.  |
| ------ | ------ | ------ | ------ | ------ | ------ |
| 45.136 | 50.178 | 50.862 | 60.220 | 41.217 | 32.080 |